# استاریدونیک اسید
استاریدونیک اسید (به انگلیسی: Stearidonic acid) با فرمول شیمیایی C۱۸H۲۸O۲ یک ترکیب شیمیایی است. که جرم مولی آن ۲۷۶٫۴۰ g/mol می‌باشد. 